# Alcide d'Orbigny

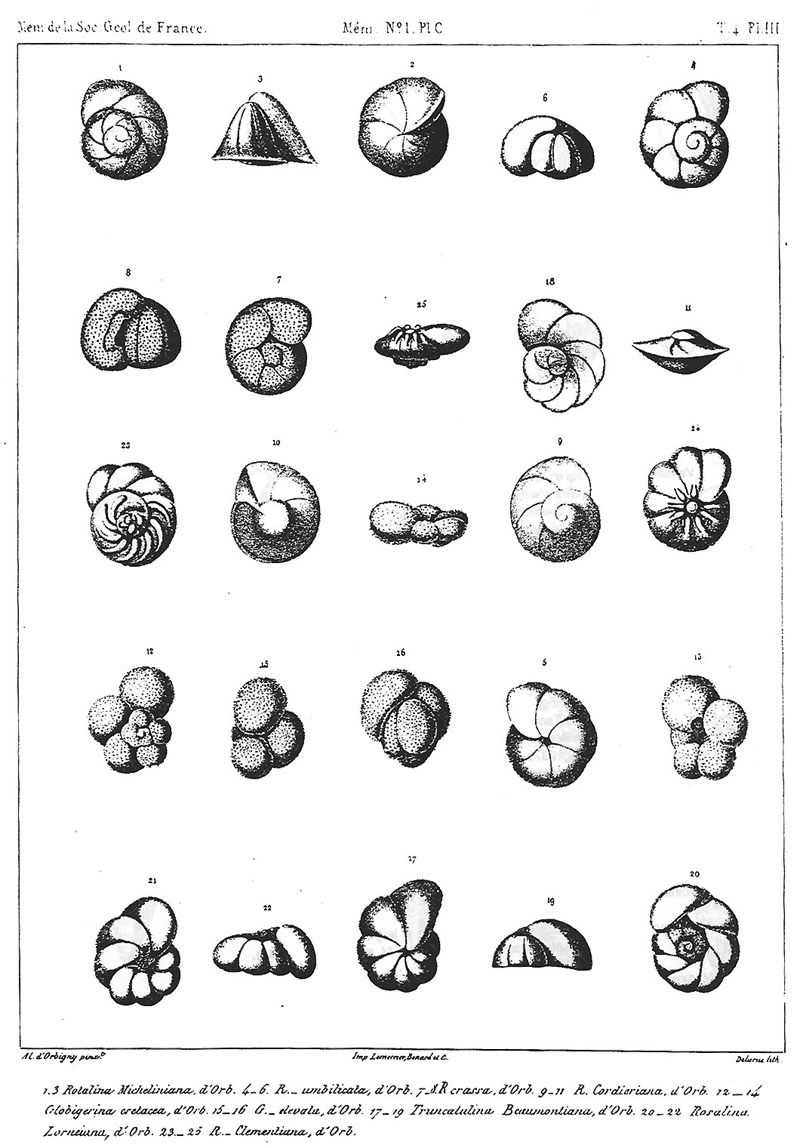
Tekeningen van foraminifera door d'Orbigny.

Alcide Charles Victor Marie Dessalines d'Orbigny (Couëron, 6 september 1802 - Pierrefitte-sur-Seine, 30 juni 1857) was een Franse natuuronderzoeker, zoöloog, botanicus, paleontoloog en stratigraaf. Hij onderzocht de natuur van Zuid-Amerika en deed onderzoek naar fossiele foraminifera, waardoor hij wordt gezien als de vader van de micropaleontologie.

## Biografie
D'Orbigny's vader, Charles Marie d'Orbigny, was een huisarts in Couëron. Door zijn zoons mee te nemen naar de Oceaan om schelpen te verzamelen en ze te leren deze na te tekenen en met de microscoop te bestuderen wekte hij hun interesse voor de zoölogie. Twee van zijn zoons zouden natuurvorsers worden: behalve Alcide ook zijn jongere broer Charles.
Alcide d'Orbigny begon al in zijn jeugd met het bestuderen van foraminifera, een groep eencellige zeediertjes die door de biologen van die tijd nog tot de inktvissen gerekend werden. In 1824 ging hij naar Parijs om daar colleges te volgen van bekende natuurvorsers als Georges Cuvier (1769-1832), Étienne Geoffroy Saint-Hilaire (1772-1844), Henri Marie Ducrotay de Blainville (1777-1850), Louis Cordier (1777-1861) en Adolphe Brongniart (1801-1876). Tegelijkertijd publiceerde hij zijn nieuw ontdekte soorten foraminifera.
In 1825 werd d'Orbigny in dienst van het Muséum national d'histoire naturelle voor zeven jaar naar Zuid-Amerika gestuurd om de natuur daar in kaart te brengen in navolging van eerdere studiereizen van Alexander von Humboldt (1769-1859), Aimé Bonpland (1773-1858) en Auguste Saint-Hilaire (1779-1853). d'Orbigny bezocht Brazilië, Uruguay, Argentinië, Chili, Peru en Bolivia. Tijdens zijn reis verzamelde en beschreef hij honderden nieuwe soorten dieren en planten, maar tegelijkertijd deed hij ook antropologisch en etnologisch onderzoek. Terug in Frankrijk had hij 14 jaar (1834-1847) nodig om al zijn gegevens te publiceren.
Ook begon hij in 1840 een boek te schrijven over de paleontologie van Frankrijk (Paléontologie française), dat hij echter niet af zou kunnen maken. Zijn werk zou door anderen worden voortgezet en uiteindelijk een encyclopedie van 25 volumes vormen. Van 1849 tot 1852 schreef hij een boek over de stratigrafie van Frankrijk.
In 1853 werd hij benoemd tot hoogleraar in de paleontologie aan het Muséum national d'histoire naturelle. d'Orbigny was een tegenstander van het lamarckisme en aanhanger van het catastrofisme van Georges Cuvier.

## Wetenschappelijk werk
Alcide d'Orbigny heeft meer dan 3000 soorten beschreven, waarvan 2500 nieuw waren. Zijn verzamelingen, nagelaten aan het Muséum national d'histoire naturelle, bevatten meer dan 100.000 objecten waaronder 14.000 soorten. Enkele voorbeelden: Abdopus horridus.
Vanwege zijn studie naar foraminifera wordt hij gezien als de vader van de micropaleontologie, bovendien introduceerde hij het gebruik van microfossielen in de stratigrafie.
Bij zijn werk aan de stratigrafie van Frankrijk definieerde hij veel lithostratigrafische onderverdelingen van het Jura en Krijt die tegenwoordig nog steeds gebruikt worden.

## Vernoemingen
Naar d'Orbigny zijn de volgende soorten en geslachten genoemd:
- Alcidedorbignya inopinata De Muizon & Marshall, 1987
- Nerocila orbignyi (Guérin, 1832)
- Alcidia Bourguignat, 1889
- Ampullaria dorbignyana (Philippi, 1851)
- Pinna dorbignyi (Hanley, 1858)
- Haminoea orbignyana (A. de Férussac, 1822)
- Sepia orbignyana Férussac, 1826

Geslachten (genera):
- Dorbignyolus Branco, 1989 - een bladsprietkever

- Orbignyopora Pohowsky, 1978 - een bryozoo

- Bibsys: 1054569
- Biblioteca Nacional de España: XX1385763
- Bibliothèque nationale de France: cb12391407k (data)
- Author citation (botany): A.D.Orb.
- CiNii: DA10391491
- Gemeinsame Normdatei: 117139653
- International Standard Name Identifier: 0000 0001 2144 2332
- KulturNav: 6328915c-85e9-46c7-ba51-a95e6795d1e5
- Library of Congress Control Number: n82074271
- Nationale Bibliotheek van Tsjechië: jx20100108007
- Nationale bibliotheek van Australië: 35788938
- Nationale Bibliotheek van Israël: 987007266269305171
- Nationale Bibliotheek van Polen: a0000003697969
- Nederlandse Thesaurus van Auteursnamen: 074016881
- Réseau des bibliothèques de Suisse occidentale: 02-A003657371
- RKD-Nederlands Instituut voor Kunstgeschiedenis: 23885
- LIBRIS: 230675
- SNAC: w6m05d42
- Système universitaire de documentation: 033002673
- Trove: 1088476
- Union List of Artist Names: 500067049
- Virtual International Authority File: 95291019
- WorldCat: E39PBJrgCTVDXf3gJ8bBQcvfv3